# Muebles de teca

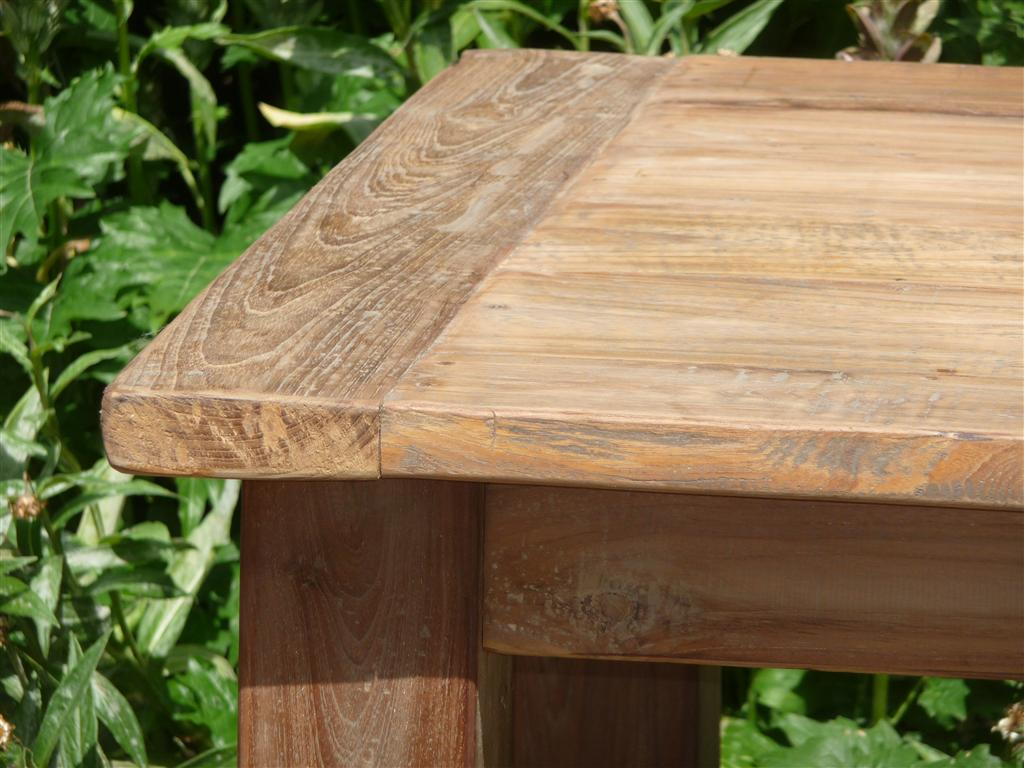
Detalle de una mesa de teca

La teca se utiliza para hacer muebles para exteriores, barcos, y otras cosas que requieren resistencia. La teca se utiliza para muebles de exterior debido a su durabilidad natural en condiciones climáticas extremas y debido a su rareza. Al ser más cara que la mayoría de otras maderas, los muebles de teca se han convertido en un símbolo de estatus. No sólo es común para un banco de teca, silla o mesa durar 70 años a la intemperie, es común también que esos muebles pasen a las futuras generaciones como reliquias.

## Tipos de muebles de teca

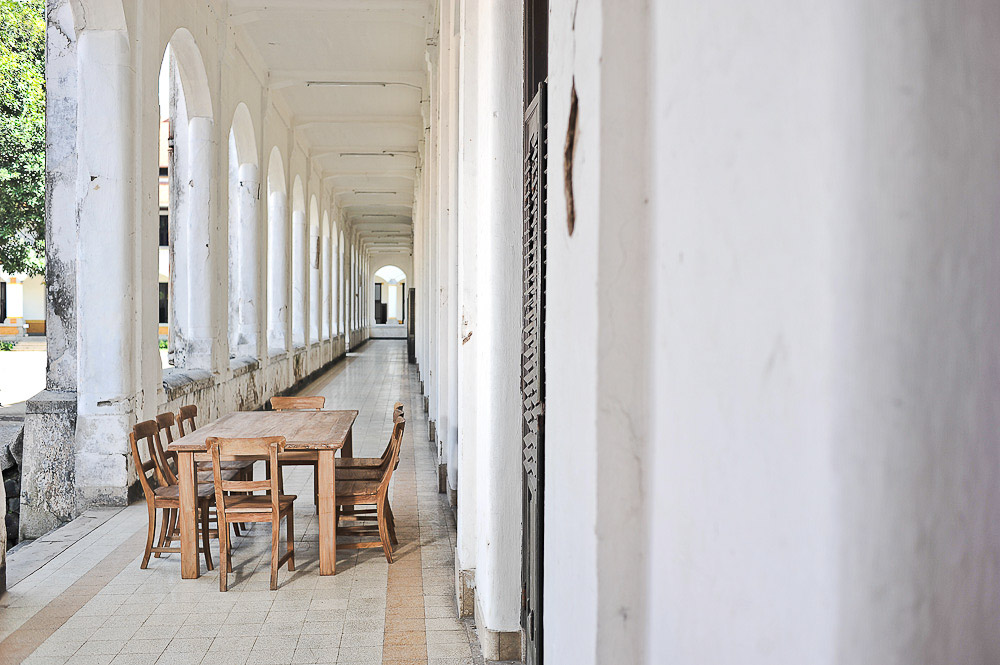
Mesa de teca y sillas

Los muebles de teca pueden permanecer al aire libre en cualquier clima durante todo el año, y puede dejarse sin terminar o desprotegidos. La madera de teca puede considerarse ecológico debido a su larga vida útil. Para asegurar que hay una reducción el impacto ambiental de los muebles de teca, muchas compañías forestales producen plantaciones de teca sustentable.
- Mesas y Comedores. En los lugares y épocas donde comer al aire libre es común y agradable, es común encontrar mesas de madera y sillas de comedor en jardines, patios, áreas cubiertas, patios, piscinas y Salas de bronceado. La teca es un material excelente para esta aplicación, ya que no se descompone en el sol como los plásticos, es menos propenso a los daños como otras maderas, es más ligero y más fresco que el hierro, y no se dobla o rompe fácilmente como los metales tubulares.
- Bancos. Los Bancos son quizás los muebles más comunes de teca que otras aplicaciones. Los bancos de teca son ideales para el uso comercial debido a su fuerte carácter y la resistencia natural a las termitas, y hay una variedad infinita de diseños y longitudes.
- Sillas de sol. La teca es popular para los sillas declinables porque es más durable y mejor diseñado que la mayoría de las sillas de plástico y no se calientan con el sol como los camastros de metal. Desde que estas sillas se hicieron pesadas, muy a menudo tienen 2 o más ruedas para facilitar el transporte de un lugar a otro.
- Sillas Adirondacks. Las Sillas Adirondacks (también conceded como Sillas Muskoka) son muy cómodas por sus respaldos altos, sus asientos contorneados y sus amplios reposabrazos. Los reposabrazos proporcionan un amplio espacio para la comida y bebidas mientras estás recostado sin necesidad de usar una mesa, lo que las hace populares al usarlas al aire libre en café s y bistró s, ya que ofrecen un asiento y un pequeño lugar para la comida sin necesidad de una mesa.
- Paraguas. La teca es una madera popular y tradicional para los grandes paraguas como las sombrillas y paraguas de mercado. La teca proporciona la durabilidad, resistencia a la intemperie y la ligereza necesaria para tal aplicación, metales como el aluminio son más populares y generalmente una opción más barata.
- Asientos profundos. Complementado con resistente a la intemperie y similares a los muebles de una sala, los muebles de jardín con asientos profundos se están volviendo más y más populares en lugares con climas más cálidos. Con el paisajismo y la decoración volviéndose una tendencia popular, los muebles para sentarse y disfrutar del espacio han seguido el ejemplo. La construcción de madera de teca permite crear juegos de muebles que duren más que otros muebles de madera.

## Cuidado de la teca

### Tinción y preservación
La teca no necesita estar protegida. Es una madera única que si se deja en su estado natural, es prácticamente libre de mantenimiento. La teca se puede dejar fuera en todo el año, y resistirá incluso las condiciones climáticas más extremas. Por lo tanto, la teca a menudo se considera el estándar de oro para los Muebles de jardín.
Con el tiempo, los muebles de teca que no se tratan y se exponen al sol, se va a tornar un poco plateados o como de un color gris. Este proceso es cosmético y no daña la fuerza o la calidad de la madera.
El sellador de teca se recomienda a menudo para preservar el color miel natural o para oscurecer el color de la madera. El sellador de teca contiene Protección UV para evitar que el sol desgaste los muebles, así como un fungicida para evitar el crecimiento de moho y hongos en la superficie de esos muebles. Los selladores se pueden aplicar a la teca nueva o muebles de teca ya gastados. El sellador no es el mismo que el barniz. El sellador tiene el propósito de preservar el color de la madera y es transpirable, permitiendo que los aceites naturales escapen sin burbujeo. Sirven tanto como protectores como quitamanchas. En general, cuanto más oscura es la suciedad, más protección proporciona y a menudo es necesario volver a aplicar. Para los muebles con un barniz viejo que se están pelando, les salen grietas o burbujas, se recomienda se retire y se utilice un sellador de teca o simplemente dejarla sin cubrir.
La aplicación del conservante de madera es sencillo. En la primera aplicación, la madera debe dejarse reposar al sol durante una semana o dos para permitir que el grano de madera abra. Se debe rociar una capa de sellador de teca debe ser rociado sobre el y ser frotado con un trapo. Deben aplicarse dos capas de esta manera a todas las superficies, superior, inferior, laterales y entre los espacios. El área debajo de los muebles debe ser protegida con un paño o papel de periódico porque la mayoría de los selladores manchan el cemento. Después de la primera aplicación, el sellador se debe volver a aplicar todos los años y para la limpieza de la madera se debe hacer con un detergente suave y agua, rociar y frotar con un paño sólo en las superficies que reciben sol.
Después se sellar el mobiliario, se necesita un leve cuidado para preservar el acabado. Un lavado ocasional con agua y jabón eliminará la suciedad, la grasa de los alimentos, vino, café. Para evitar esto, se debe poner una capa transparente de teca para mejorar la resistencia a las manchas.
La teca está protegida por sus propios aceites naturales que migran a la superficie de la madera y hacen prácticamente impermeable del agua a la madera. Como tal, no se recomienda el uso de barnices, selladores de agua o aceite en los muebles de teca; sobre todo, no usar aceite de linaza. Los productos como el barniz de poliuretano son difíciles de eliminar sin un lijado fuerte. El aceite no impedirá que la madera se ponga gris y con frecuencia crece moho en los muebles (que por lo general aparece como puntos negros o parches). La eliminación del moho en la superficie requerirá lavar los muebles con lejía y jabón después de lijar.
Pareciera que las empresas que venden aceite de teca promueven los beneficios de su uso en muebles. Mientras que los especialistas y autoridadesí tienden a desaconsejar el uso de aceite de teca.

### Restauración
Para limpiar la teca, es necesario pasar por dos etapas, la primera implica una base química tal como sosa cáustica y una etapa que implica un ácido, tal como el ácido fosfórico. Este producto es fácil de utilizar y producirá resultados dramáticos. Primero retire la pieza de cualquier superficie o quite todo lo que puede ser afectado por el proceso de limpieza. El limpiador de teca no hará daño al césped o a alguna fibra de vidrio pero si puede dañar las superficies pintadas o mancharlas. Use siempre guantes de látex y gafas al utilizar este tipo de limpiador. Usando una manguera, moje la madera a fondo. Abra la tapa del aplicador del primer limpiador. Es mejor trabajar en un área pequeña a la vez. Si la base se limpia con una esponja abrasiva de lavaplatos o un cepillo de cerdas suaves, la madera se volverá de color marrón oscuro. Enjuague bien, luego aplique el ácido a la misma área y de la misma manera, la madera se tornará mucho más ligera. Por último enjuague el área con agua, la teca deberá aparecer obviamente más ligero y más limpio, si las manchas permanecen hay que repetir el proceso. La madera se aclarará aún más cuando esté completamente seca.